# خرمدشت (كاشان)
خرمدشت هي قرية في مقاطعة كاشان، إيران. يقدر عدد سكانها بـ 267 نسمة بحسب إحصاء 2016.